# Penstemon cobaea
Penstemon cobaea är en grobladsväxtart som beskrevs av Thomas Nuttall. Penstemon cobaea ingår i släktet penstemoner, och familjen grobladsväxter. Inga underarter finns listade i Catalogue of Life.

## Bildgalleri

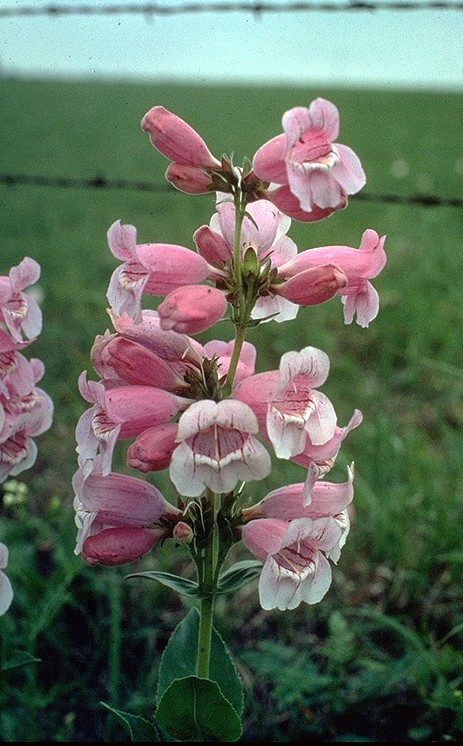